# Tour Exaltis
La tour Exaltis est un gratte-ciel de bureaux situé dans le quartier d'affaires de La Défense, en France (précisément à Courbevoie). Architecte: Bruno WILLERVAL et ARQ.
Début octobre 2006, le siège social de Mazars Paris (1 200 employés) a emménagé dans 12 des étages de la tour Exaltis. La société CORIO a implanté son agence parisienne sur un étage.

## Iconographie

Façade (côté du Parvis)